# 1140-ві до н. е.

## Події
Заворушення та боротьба за владу Рамессидів в Єгипті.

## Правителі
- фараони Єгипту Рамсес IV, Рамсес V та Рамсес VI;
- цар Ассирії Ашшур-дан I;
- цар Вавилонії Мардук-кабіт-аххі-шу;
- цар Еламу Шилхак-Іншушинак;